# Carugo
Carugo är en ort och kommun i provinsen Como i regionen Lombardiet i Italien. Kommunen hade 6 635 invånare (2018).